# Operación Stösser
La Operación Stösser (en alemán, Unternehmen Stößer) fue una operación de comando consistente en el lanzamiento de paracaidistas en la retaguardia estadounidense en la zona de Hautes Fagnes (Hohes Venn en alemán) durante la batalla de las Ardenas. 
Su objetivo era tomar y retener el cruce "Baraque Michel" hasta la llegada de la 12.ª División Panzer de las SS. La operación fue dirigida por el Oberst (coronel) Friedrich August Freiherr von der Heydte. 
Le dieron sólo 8 días para preparar la misión. La mayoría de los paracaidistas y pilotos asignados a la operación eran novatos. La misión fue un completo fracaso. Fue el único lanzamiento nocturno de  paracaidistas alemanes en la Segunda Guerra Mundial.

## Antecedentes
Oberst Freiherr Friedrich August Freiherr von der Heydte, héroe del legendario, aunque desafortunado, asalto aerotransportado a Creta,: 88  fue llamado el 8 de diciembre y le dijeron que se preparara para una misión, pero no se le dio detalle alguno. Von der Heydte tuvo sólo ocho días para prepararse. 
Quería usar su propio regimiento, pero esto se le prohibió ya que el movimiento podría alertar a los  Aliados de que había un contraataque en marcha. En lugar de ello, le proporcionaron un Kampfgruppe de 800 hombres. El II Cuerpo de Paracaidistas tuvo que contribuir con 100 hombres de cada uno de sus regimientos. En lugar de contribuir con los mejores hombres, como se les había ordenado, los regimientos le enviaron sus inadaptados y alborotadores. Von der Heydte no podía permitirse resistirse demasiado. Según un primo de Claus von Stauffenberg, una figura central en el intento de asesinato del 20 de julio de 1944 contra Hitler, Von der Heydte estaba bajo sospecha.: 218 
Por lealtad hacia su comandante, 150 hombres de la propia unidad de Von der Heydte, el 6.º Regimiento de Paracaidistas, incumplió las órdenes y se le unió.: 130  Para evitar alertar a los Aliados, los alemanes planearon llevar a cabo el lanzamiento sin un previo reconocimiento de la zona o fotografías aéreas actualizadas.

## Falta de entrenamiento
Los hombres tuvieron poco tiempo para crear cohesión en su unidad, o entrenarse juntos. Muchos de los hombres asignados a Von der Heydte nunca habían saltado antes de un avión.: 88  Von der Heydte más tarde comentó: "Nunca en toda mi carrera había estado al mando de una unidad con menor espíritu de lucha.": 130 
El 13 de diciembre, Von der Heydte visitó el cuartel general del Grupo de Ejércitos B cerca de Münstereifel para quejarse de que los recursos que se le habían dado para la operación eran totalmente inadecuados. El mariscal de campo Walter Model, que había intentado convencer a Hitler de que se intentara un contraataque menos ambicioso, replicó que él daba a todo el conjunto de la ofensiva de las Ardenas menos de un 10 % de posibilidades de éxito. Pero Model le dijo que era necesario intentarlo: "Debe hacerse porque esta ofensiva es la última oportunidad de concluir la guerra favorablemente.": 132 

## Retraso en el asalto y lanzamientos equivocados
El lanzamiento fue retrasado durante un día cuando los aviones asignados no aparecieron. El nuevo horario de lanzamiento se estableció para las 03:00 del 17 de diciembre; la zona de lanzamiento estaba a unos 11 kilómetros al norte de Malmedy. Su objetivo era tomar los cruces de carreteras y conservarlos durante aproximadamente 24 horas hasta que los relevase la 12.ª División Panzer de las SS, entorpeciendo el flujo aliado de refuerzos y suministros a la zona.: 130 
Justo antes de la medianoche del 17 de diciembre, 112 aviones de transporte Ju 52 con alrededor de 1300 Fallschirmjäger despegaron durante una fuerte tormenta de nieve con intensos vientos y considerable cubierta de niebla. La Luftwaffe estaba escasa de pilotos experimentados. Muchos de los pilotos de transporte de los Ju 52 no habían volado en ellos antes, la mitad nunca habían volado en combate,: 130  ni estaban preparados para lanzamientos nocturnos o volar en formación.: 88  Se suponía que marcarían el camino exploradores del Nachtschlachtgruppe (Grupo de Ataque Nocturno) 20, pero los pilotos eran tan inexpertos que volaron con las luces de navegación encendidas.: 132  Por supuesto, muchos aviones cayeron. 
250 hombres fueron lanzados cerca de Bonn, a 80 km del objetivo.: 89  Algunos aterrizaron con sus tropas aún a bordo.: 161  Los fuertes vientos desviaron a muchos paracaidistas cuyos aviones estaban relativamente cercanos a la zona de caída e hicieron más bruscos sus aterrizajes. Sólo una fracción de la fuerza llegó cerca de la zona prevista. Puesto que muchos de los paracaidistas alemanes eran muy inexpertos, algunos se lesionaron en el impacto, y murieron donde cayeron. A otros se les encontró a la primavera siguiente, cuando la nieve se fundió.: 218 

## Confusión entre los estadounidenses
Debido a la gran dispersión de los lanzamientos, se habló de Fallschirmjäger por todas las Ardenas, y los Aliados creyeron que había tenido lugar una amplia operación, causando a los estadounidenses una gran confusión y convenciéndoles de que debían colocar hombres asegurando la retaguardia en lugar de enfrentarse al principal empuje alemán en el frente.: 88  Todo un regimiento de infantería de los Estados Unidos con 3000 hombres (el 18.º de Infantería) junto con un comando de combate blindado de 300 tanques y 2000 hombres buscaron durante varios días a la fuerza alemana.: 136  La 12.ª División Panzer de las SS, incapaz de derrotar a los estadounidenses en la cresta de Elsenborn, nunca llegó.
Para el mediodía del 17 de diciembre, la unidad de Von der Heydte había rastreado los bosques y llegó a reunir unos 300 soldados. Con munición suficiente para un solo combate, la fuerza era demasiado pequeña para tomar los cruces por sí misma. El Oberst Von der Heydte primero planeó esperar a la llegada de la 12.ª División Panzer de las SS y capturar de repente los cruces justo antes de su llegada. Después de tres días de espera, abandonaron estos planes revisados y en lugar de ello transformaron su misión en una de reconocimiento. El general Model se había burlado de la petición de Von der Heydte de palomas mensajeras, y ninguna de las radios de la unidad sobrevivió a la caída, de manera que fue incapaz de remitir la información detallada que había reunido.: 89 

## Retirada a Alemania
Con reservas de comida para sólo un día, y agua limitada, el 19 de diciembre retiró sus fuerzas hacia las líneas alemanas. Usó su munición limitada para atacar la retaguardia estadounidense. Sólo alrededor de un tercio de sus cansados hombres alcanzaron la retaguardia alemana. 
El Oberst Von der Heydte, herido, con signos de congelación, sufriendo neumonía, y agotado, llamó a las puertas en Monschau hasta que encontró una familia alemana amistosa. A la mañana siguiente, envió a un chico con una nota de rendición a los Aliados.: 90 